# Тафіли
Тафіли (пол. Tafiły) — село в Польщі, у гміні Стависьки Кольненського повіту Підляського воєводства.
Населення — 61 особа (2011).
У 1975-1998 роках село належало до Ломжинського воєводства.

## Демографія
Демографічна структура станом на 31 березня 2011 року:
|          | Загалом | Допрацездатний вік | Працездатний вік | Постпрацездатний вік |
| -------- | ------- | ------------------ | ---------------- | -------------------- |
| Чоловіки | 36      | 11                 | 22               | 3                    |
| Жінки    | 25      | 6                  | 12               | 7                    |
| Разом    | 61      | 17                 | 34               | 10                   |